# فرد ماكنزي
فرد ماكنزي (بالإنجليزية: Fred McKenzie)‏ (13 نوفمبر 1903 - 1979) هو لاعب كرة قدم بريطاني (وحمل سابقاً جنسية المملكة المتحدة لبريطانيا العظمى وأيرلندا) في مركزي قلب الدفاع والدفاع. لعب مع نادي بليموث أرجايل ونيوبورت كونتي وLochee United F.C. ‏.